# 코리안 시리즈 (실업야구)
코리안 시리즈는 한국실업야구 챔피언을 가리기 위한 포스트시즌 최종전으로, 1977년부터 5년간 진행되었다. KBO 리그가 출범된 이후 명칭을 넘겨주게 된다. 롯데 자이언츠가 실업야구단 시절 자주 참가했다.